# Hegang
Hegang, även känt som Hokang, är en stad på prefekturnivå i provinsen Heilongjiang i nordöstra Kina. Den ligger omkring 370 kilometer nordost om provinshuvudstaden Harbin. Orten ligger vid Amurfloden på gränsen till Ryssland och är mest känd för sin gruvindustri.

## Historia
Under Qingdynastin var Hegang länge ett mindre glesbefolkad område i utkanten av Manchuriet. 1906 införlivades det i Tangyuan härad i samband med att Manchuriet omorganiserades i provinser på samma sätt som i det egentliga Kina.
1914 upptäcktes ett kolfält i området och Xingshan-gruvan startades för att utvinna fyndigheterna, vilket gav namn åt ett härad i området med samma namn. 1916 grundade en kinesisk affärsman Hegang-gruvan med ryskt kapital. På grund av kolfyndigheterna genomgick området en snabb ekonomisk utveckling och 1926 drogs en järnvägslinje mellan Hegang och Jiamusi.
1932 ockuperades gruvorna i området av japanska trupper som senare etablerade lydstaten Manchukuo, under vilken Hegang administrerades under olika namn.
1949 fick området namnet Hegang och etablerades för första gången som en stad på prefekturnivå. Befolkningsuppgifterna är enligt 2010 års folkräkning.

## Administrativ indelning
Hegang består av sex stadsdistrikt och två härad:
- Stadsdistriktet Xingshan (Xìngshān qū 兴山区), 27 km², 74 396 invånare;
- Stadsdistriktet Xiangyang (Xiàngyáng qū 向阳区), 8,2 km², 110 916 invånare;
- Stadsdistriktet Gongnong (Gōngnóng qū 工农区), 11 km², 170 000 invånare;
- Stadsdistriktet Nanshan (Nánshān qū 南山区), 30 km², 119 047 invånare;
- Stadsdistriktet Xing'an (Xīng'ān qū 兴安区), 27 km², 74 396 invånare;
- Stadsdistriktet Dongshan (Dōngshān qū 东山区), 4 575 km², 175 239 invånare;
- Häradet Luobei (Luóběi xiàn 萝北县), 6 761 km², 220 131 invånare, huvudort är köpingen Fengxiang (凤翔镇);
- Häradet Suibin (Suíbīn xiàn 绥滨县), 3 344 km², 174 063 invånare, huvudort är köpingen Suibin (绥滨镇).

## Klimat
Genomsnittlig årsnederbörd är 1 012 millimeter. Den regnigaste månaden är juli, med i genomsnitt 201 mm nederbörd, och den torraste är januari, med 10 mm nederbörd.